# Лукна
Лукна (лит. Lukna) — река на юго-востоке Литвы, правый приток реки Мяркис. Длина составляет 28,9 км; площадь водосборного бассейна — 184,9 км². Средний уклон — 70 см/км. Средний расход воды — 1,24 м³/с.
Берёт начало примерно в 2 км к юго-востоку от населённого пункта Сянейи-Тракай, течёт около 1 км на юго-восток, затем поворачивает на запад, протекает через озёра Карсе, Вершукас и Лукне. Поворачивает на юг и течёт в этом направлении вплоть до деревни Бакеришкес, где поворачивает к юго-востоку. От населённого пункта Палукнис течёт в южном направлении, формируя небольшую дугу.
Впадает в Мяркис в 109 км от её устья, в 3,5 км к юго-востоку от населённого пункта Маджюнай.